# Павлик Оксана Петрівна
Павлик Оксана Петрівна (італ. Oxana Pavlyk; 12 вересня 1976, Запоріжжя — 2 серпня 2023, Салерно) — колишня українська гандболістка, отримала італійське громадянство. Починала спортивну кар'єру у Запоріжжі. У 1995 році на Чемпіонаті світу з гандболу грала у складі збірної України. Завершила спортивну кар'єру у 2017 році.

## Технічні особливості
ЇЇ характеристиками є швидкість і техніка. Раніше грала на позиції правого вінгера, була шульгою.

## Кар'єра

### Клубна
Вона грала у чемпіонаті Італії 2010-2011, ITC Ceramiche Salerno. У 2012 році, після її відставки, PDO Salerno прибрав її номер на футболці . Але повернув його їй через рік, коли Павлик вирішила повернутися до гри .

### Національна
Вона носила форму національної збірної Італії з гандболу.